# Campos de fresas
Campos de fresas es una novela escrita por Jordi Sierra i Fabra y publicada en 1997. Editada por Ediciones SM, pronto se convirtió en un libro de éxito. Fue escrito en Isla Margarita (Venezuela) y Vallirana (Barcelona), entre los meses de mayo y junio de 1996, según se relata en el mismo libro.

## Argumento
El libro trata sobre un grupo de jóvenes que salen un viernes noche y uno de ellos compra pastillas de diseño a un camello. La novela comienza con una llamada de teléfono. El señor Salas coge el teléfono y le comunican que su hija está ingresada en el hospital. Cuando llegan los amigos de Luciana, les pregunta lo que había pasado y los chicos le dicen que solo había tomado una pastilla. Pero que Luciana ha quedado en coma.
Cuando su novio Eloy se entera, se va al hospital. Se pone muy nervioso y le echa todas las culpas a Máximo. Al mismo tiempo, un inspector de policía, Vicente Espinós, habla con sus padres y con los chicos para saber qué sustancia había tomado y qué había acontecido. Eloy comienza a investigar y va a ver a Raúl, conocido del camello. Va a su casa, pero solo se encuentra con la hermana de Raúl que le dice que su hermano no va a pasar por allí en todo el fin de semana. Eloy también visita a Ana y Paco que le dicen donde está Raúl.
Cinta llama a Loreto, una de las mejores amigas de Luciana, que es bulímica. Cuando Loreto se entera de que Luciana estaba en coma se pone muy triste, pero no puede ir al hospital en el estado en el que estaba. Eloy va a una nave abandonada donde había una discoteca privada y allí encuentra a Raúl que le dice dónde solía estar el camello. Eloy llama a Santi, que estaba con Cinta y Máximo, y les dice que ya sabía dónde encontrar una cápsula para ayudar a Luciana, pero que sin ellos no podía hacer nada. Por eso quedan en un lugar próximo a donde estaba el camello.
Mientras tanto, la hermana de Luciana, Norma, está sola. Un periodista llamado Mariano Zapata va donde ella y se hace pasar por un miembro de la compañía de desintoxicación. Él le hace preguntas y Norma responde a todas. Después el periodista le hace fotos a Luciana, en secreto, sin permiso de nadie, para publicarlas en el diario. Eloy se une con sus compañeros para ir a la discoteca donde debería estar el camello. Entran pero no lo ven y salen y se separan Cintia y Santi se quedan en la puerta, Máximo fue arriba y Eloy a los lavabos. Cuando entra, echa un vistazo y en varios sitios y en el lavabo de mujeres oye una conversación en el que un hombre habla sobre cápsulas. Eloy espera junto a la puerta y pocos segundos después sale un hombre del lavabo. Eloy lo sigue, pero el camello se da cuenta y comienza a correr.
Al final el camello sale a la carretera y los cuatro jóvenes lo siguen. Pero da la casualidad de que el inspector y su ayudante estaban allí, esperando a que saliera y corren todos detrás de él. El camello cae mal y muere, y las cápsulas caen en una alcantarilla. Eloy se desanima, ya que lo seguían para poder comprarle una cápsula para ayudar a Luciana. Cuando llega Cinta, que iba tras ellos, les enseña una cápsula que había agarrado del suelo mientras corrían. Pocos momentos después, Luciana despierta del coma, después de ganar su imaginada partida de ajedrez.

## Origen
El libro está inspirado en dos historias de dos jóvenes de 18 años, Leah Betts, que murió a los cinco días de estar en coma y Helen Cousins, que despertó a los dos meses de estar en coma. La primera frase que dijo fue: "No bailéis con la muerte".

## Personajes
- Luciana Salas, joven de 18 años, la historia gira a su alrededor a partir de su sobredosis en la discoteca, novia de Eloy. Tiene una hermana llamada Norma.
- Esther Salas, madre de Luciana.
- Luis Salas, padre de Luciana.
- Cinta, amiga de Luciana, novia de Santi.
- Norma, hermana de Luciana, muestra tener un carácter rebelde con sus padres y su hermana.
- Ernesto, compañero de clase de Norma Salas.
- Eloy, novio de Luciana, detesta los vicios, apuesta por una vida saludable y deportiva.
- Máximo, amigo de Luciana, es el más retraído del grupo.
- Santi, amigo, novio de Cinta.
- Loreto, amiga de Luciana, sufre de bulimia.
- Señora Carmen, vecina de Loreto.
- Doctor Juan Pons.
- Julia, hermana de Raúl.
- Lorenzo Roca, inspector de policía
- Vicente Espinós, inspector de policía, jefe de Lorenzo Roca.
- Fernando, uno de los hijos de Vicente Espinós.
- Mariano Zapata, periodista.
- Gaspar Valls, compañero y jefe de sección de Mariano Zapata.
- Raúl.
- Ana, acompañaba a Máximo, Cinta, Santi y Luciana en la discoteca, antes de que Luciana cayera en coma.
- Paco, acompañaba a Máximo, Cinta, Santi y Luciana  en la discoteca, antes de que Luciana cayera en coma.
- Alejandro Castro, dueño del local llamado "Bar Restaurante La Perla".
- Poli García, le debe  dinero a Alejandro Castro, camello de los chicos, muere por un golpe en la cabeza al intentar huir.
- Néstor, excamello.
- Victorino, camarero del local "Bar Restaurante La Perla".